# Macolor macularis
Macolor macularis — вид морських окунеподібних риб родини луціанових (Lutjanidae).

## Поширення
Вид поширений на заході Тихого океану від островів Рюкю до Австралії та Меланезії. Крім того, в Індійському океані цей вид трапляється на Мальдівах та на островах Чагос, а у 2014 році спостерігався біля південно-західного узбережжя Індії.

## Опис
Macolor macularis виростає до 60  см завдовжки.

## Спосіб життя
Морський демерсальний вид. Живе серед скелястих рифів поодинці або невеликими групами на глибині 3—90 м.